# Ada Kostrz-Kostecka
Ada Kostrz-Kostecka, z domu Kostrz (ur. 30 października 1951 w Grabówkach) – polska dziennikarka i publicystka, autorka książek, doktor ekonomii, obecnie dietoterapeutka, wiceprezes Warszawskiej Izby Gospodarczej.
Ukończyła studia na Wydziale Odlewnictwa Akademii Górniczo-Hutniczej w Krakowie w 1974 roku. W tym samym roku ukończyła także Międzywydziałowe Studium Pedagogiczne Akademii Górniczo-Hutniczej. W 1978 została redaktorem naczelnym gazety zakładowej „Wspólne sprawy” w Fabryce Obrabiarek Ciężkich PORĘBA w Zawierciu. W latach 1978–1983 dziennikarka w tygodniku „Panorama”, gdzie zajmowała się problematyką społeczno-ekonomiczną.
W 1978 ukończyła Studium Podyplomowe na Wydziale Dziennikarstwa i Nauk Politycznych Uniwersytetu Warszawskiego. Od 1983 do 1998 była dziennikarką „Rzeczpospolitej”. W latach: 1989 – 1990, równocześnie z  pracą w charakterze dziennikarka „Rzeczpospolitej,  pełniła funkcję rzecznika prasowego Głównego Urzędu Statystycznego. W 1997 uzyskała stopień doktora ekonomii na Akademii Ekonomicznej w Krakowie (obecnie Uniwersytet Ekonomiczny).
Od 1998 do 1999 roku była redaktorem naczelnym „Gazety Bankowej”. W latach 1999–2000 członek Kapituły Nagrody Gospodarczej Prezydenta RP. Od 2002 była wiceprzewodniczącą Rady Nadzorczej Polskiej Agencji Prasowej, a następnie, od lipca 2003 do czerwca 2010, kolejno: członkiem Zarządu PAP SA  pełnomocnikiem Zarządu/prokurentem (czerwiec – lipiec 2007, przerwa w zasiadaniu w Zarządzie z powodu braku wpisu zarządu do KRS) oraz wiceprezesem Zarządu (lipiec 2003 – czerwiec 2010). W latach: 2006 - 2011 – wiceprezydent organizacji Pracodawcy RP.
W 2012 ukończyła studia podyplomowe: Psychologia w Biznesie, na Wyższej Szkole Psychologii Społecznej, Oddział Zamiejscowy w Poznaniu. W 2015 roku uzyskała dyplom mistrza naturopaty (dyplom nr. 217/2015), po ukończeniu kursu zawodowego oraz zdaniu egzaminu mistrzowskiego (kod zawodu 323009). W 2017 roku ukończyła studia podyplomowe w zakresie Dietoterapii na Wyższej Szkole Nauk Społecznych z siedzibą w Lublinie.
Od listopada 2017 wiceprezes Zarządu Warszawskiej Izby Gospodarczej.

## Odznaczenia
- Złoty Krzyż Zasługi – 2005[5]

## Publikacje
- Moje pieniądze’95,  współautorka; książka napisana przez zespół dziennikarzy „Rzeczpospolitej”, Warszawa : Presspublica, 1994. ISBN 83-86038-42-X
- Narodowe Fundusze Inwestycyjne na giełdzie. Warszawa : Presspublica, 1997. ISBN 83-86038-42-X.
- Narodowe Fundusze Inwestycyjne. Vademecum. Warszawa : Twigger : Presspublica, 1995. ISBN 83-85946-36-5
- Zatrzymaj młodość[6]., poradnik o zdrowym stylu życia, Wydawnictwo Pisze Się, Gdańsk 2011, ISBN 83-85946-36-5
- "Szczęście przychodzi wieczorem. W każdym wieku spełniają się marzenia", Oficyna Wydawnicza RYTM sp. z o.o., Warszawa  2020,   ISBN 978-83-7399-861-2
- "Poradnik dojrzałej kobiety. Jak dbać o zdrowie". Oficyna Wydawnicza RYTM sp. z o.o., Warszawa  2021,  ISBN 978-83-7399-887-2